# Körtéfa, körtéfa
A Körtéfa, körtéfa régi énekes gyermekjáték. Először Bornemisza Péter említi Ördögi kisirtetek című könyvében 1578-ban. Szövege szerepel Erdély János 1846-ban megjelent Népdalok és mondák c. könyvének 1. kötetében.
Kodály Zoltán 1910-ben lejegyezte a dalt a Hont vármegyei Lukanényén.
Feldolgozás:
| Szerző          | Mire          | Mű                                   | Előadás |
| --------------- | ------------- | ------------------------------------ | ------- |
| Szőnyi Erzsébet | ének, zongora | Körtéfa                              |         |
| Sugár Rezső     | zongora       | Zongoraiskola I., 84. darab Körtéfa… | [ 2 ]   |

Kodály Zoltán ugyanezzel a szövegkezdettel másik népdalt dolgozott fel Bicinia Hungarica és Magyar népzene énekhangra és zongorára című művében.

## Kotta és dallam
Körtéfa, körtéfa,

kőrösi, kerepesi körtéfa.

Városi gazda, gyöngyösi tánc,

könnyűjáró kis menyecske, dobszerda.

## Felvételek
- Körtefa, körtefa. Óvodások kórusa  YouTube (1967. június 5.)  (Hozzáférés: 2016. július 19.) (audió) ének
- Körtéfa. Ovitévé  YouTube (2012. szeptember 18.)  (Hozzáférés: 2016. július 19.) (audió) ének, zenekar